# Muhammad Iqbal (atleta)
Muhammad Iqbal (in urdu محمد اقبال‎?; Murid, 12 luglio 1927 – ...) è stato un martellista pakistano.

## Biografia
Partecipò tre volte ai Giochi olimpici: a Helsinki 1952 fu eliminato nel turno di qualificazione, mentre sia a Melbourne 1956 che a Roma 1960 riuscì a raggiungere la finale, conclusa rispettivamente all'11º e 12º posto. Ai Giochi di Roma, inoltre, fu portabandiera per il suo paese.
Vinse tre medaglie ai Giochi del Commonwealth: fu infatti primo nel 1954, secondo nel 1958 e terzo nel 1966. Nel 1958 fu inoltre vincitore dei Giochi asiatici.

## Palmarès
| Anno | Manifestazione          | Sede      | Evento              | Risultato | Misura  | Note |
| ---- | ----------------------- | --------- | ------------------- | --------- | ------- | ---- |
| 1954 | Giochi del Commonwealth | Vancouver | Lancio del martello | Oro       | 55,37 m |      |
| 1958 | Giochi asiatici         | Tokio     | Lancio del martello | Oro       |         |      |
| 1958 | Giochi del Commonwealth | Cardiff   | Lancio del martello | Argento   | 61,70 m |      |
| 1966 | Giochi del Commonwealth | Kingston  | Lancio del martello | Bronzo    | 59,56 m |      |